# 鹼沼
碱沼（英語：fen），即矿质泥炭沼泽，是一种呈碱性至弱酸性的泥炭沼泽。水和营养盐类由地下水、地表径流补给，营养物质比较丰富。